# سیارک ۱۷۹۸۲
سیارک ۱۷۹۸۲ (به انگلیسی: 17982 Simcmillan، نامگذاری:1999JK57) هفده هزار و نهصد و هشتاد و دومین سیارک کشف شده‌است که در ۱۰ مه ۱۹۹۹ کشف شد.
قدر مطلق سیارک برابر ۱۳.۵ است.